# 東郷実武
東郷 実武（とうごう さねたけ）は幕末の薩摩藩士で鹿児島城下士。東郷平八郎の末弟。

## 経歴
嘉永5年（1852年）9月12日、薩摩藩鹿児島城下加治屋町（現在の鹿児島県鹿児島市加治屋町）で吉左衛門の五男として誕生。慶応2年（1866年）、薩摩藩海軍に、兄の小倉壮九郎や東郷平八郎とともに入る。
慶応3年（1867年）6月11日、東郷家より分家し、一家創設。なお、このとき兄の平八郎も分家す。明治元年（1868年）9月27日、戊辰戦争中に会津若松（現在の福島県会津若松市）で戦病死。享年17。子がないので長兄の子で甥にあたる嶽彦が家督を継いだ。

## エピソード
同い年の山本権兵衛と特に仲が良かったという。

## 家族
- 父：東郷実友
- 母：益子
- 兄弟：東郷実猗、東郷祐之進、小倉壮九郎、東郷平八郎
- 養子：東郷嶽彦（養嗣子、長兄：東郷実猗の子）